# Offerdals församling
Offerdals församling är en församling i Norra Jämtlands kontrakt i Härnösands stift. Församlingen ingår i Krokoms pastorat och ligger i Krokoms kommun i Jämtlands län.

## Administrativ historik
Församlingen har medeltida ursprung. 
Församlingen utgjorde tidigt ett eget pastorat för att från omkring 1450 till 2 februari 1856 vara moderförsamling i pastoratet Offerdal, Alsen och Mattmar. Från 2 februari 1856 till 2002 utgjorde församlingen ett eget pastorat. Från 1925 till 1985 var Offerdals församling indelad i två kyrkobokföringsdistrikt, Offerdals kbfd (231701, från 1974 230908) och Rönnöfors kbfd (231702, från 1974 230909). Församlingen ingick från 2002 i Offerdal-Alsens pastorat och från 2018 i Krokoms pastorat.

## Kyrkor
- Offerdals kyrka
- Rönnöfors kyrka
- Jänsmässholmens kapell